# Dimenzió
A dimenzió a latin „kimér” (dimētior) igéből ered, szokásos magyar fordításai: méret, kiterjedés. A szaktudományokban, mint a matematika és fizika, többféle, különböző értelemben használják (lásd lejjebb). A legtöbb dimenziófogalom szemléletes tartalma az, hogy egy pont vagy esemény megadásához hány független adatra van szükség.
A szó leghétköznapibb használatában a dimenzió a fizikai tér, a testek különféle méreteinek, nagyságfajtáinak (szélesség, hosszúság, magasság) összefoglaló neve. Ezenkívül a tudományos-fantasztikus irodalomban a „dimenzió” utalhat egy alternatív univerzumra, ez a cikk azonban ezzel nem foglalkozik.

## A fizikai tér dimenziója
A téridő, amelyben élünk, négydimenziósnak tűnik. Erre legcélszerűbb háromdimenziósként tekinteni, a negyedik pedig az idő. A tér egy bizonyos pontjából fel/le, balra/jobbra, és előre/hátra vagyunk képesek elmozdulni. Bármely más irányba történő elmozdulás felfogható ezen elmozdulások együttesének (lineáris kombinációjának).
Az időt egy negyedik dimenziónak lehet tekinteni. Kicsit eltér a másik háromtól, mivel csupán egy létezik belőle, valamint látszólag csak egy irányban lehet benne haladni. A szemünkkel érzékelhető nagyságrendű fizikai folyamatok nem szimmetrikusak az időre nézve. A szubatomikus Planck-skála szintjén azonban majdnem az összes fizikai folyamat időszimmetrikus (azaz az egyenletek, melyek leírják ezeket a folyamatokat, nem függenek az idő irányától), ez azonban nem jelenti azt, hogy a szubatomikus részecskék képesek az időben visszafelé haladni.
A húrelmélet és más hasonló nézetek azt állítják, hogy a térnek, melyben élünk, valójában sokkal több dimenziója létezik (a legtöbben 10, 11 vagy 26 dimenziót tételeznek fel), de az univerzum kiterjedése a plusz dimenziókban szubatomikus méretű.

## A fizikai mértékegység dimenziója
A fizikában egy mértékegység vagy egy ún. alapvető mértékegység – amelyet etalonnal és mérési módszerrel definiálunk – vagy összetett mértékegység, amelyik előállítható az alapvető mértékegységek valamilyen – pozitív vagy negatív – hatványának szorzataként. A mértékegységhez tartozó ilyen hatványok összességét nevezzük a mennyiség dimenziójának. Az elnevezés az N dimenziós térhez való olyan hasonlatosságból származik, miszerint minden egyes alapvető mértékegységet képzelhetünk egy-egy iránynak a térben, amelyek „koordináta-rendszerében” a hatványoknak a konkrét összetett fizikai mennyiséghez tartozó halmaza – „vektora” – adja meg a mértékegység helyét a mértékegységtérben. Az analógia annyiban pontatlan, hogy minden lehetséges helyzetet – halmazt, „vektort” – nevezünk egy-egy dimenziónak, míg pontos analógia esetén az alapegységek számát kellene annak tekintenünk.
Bármely fizikai mennyiség dimenziója kiszámítható a hét alapmennyiség dimenziójából:
{\displaystyle {\mathrm {dim} }\ Q=\mathrm {L} ^{\alpha }\mathrm {M} ^{\beta }\mathrm {T} ^{\gamma }\mathrm {I} ^{\delta }\Theta ^{\epsilon }\mathrm {N} ^{\zeta }{\text{J}}^{\eta }}

### Dimenzióanalízis
A dimenzióanalízis célja a változók olyan csoportosítása, hogy a változók számánál kevesebb csoport közötti összefüggések felderítésével kaphassunk képet a jelenségről. Alapja, hogy a meghatározó paraméterekre/változókra felállított összefüggés a paraméterek dimenzióira nézve is helytálló, s a dimenziók segítségével a vizsgált jelenséget leíró függvényben szereplő paraméterek hatványkitevői meghatározhatók. A dimenzióanalízis egy hipotézisen a megoldás dimenzió-homogenitásának feltételezésén alapul. Mivel a dimenzióanalízis egy hipotézisen alapul, vagyis egy feltevés, így nem szükségszerűen igaz, hiszen ha a vizsgálatban nem veszünk figyelembe minden olyan tényezőt, amely a jelenséget befolyásolja, a megoldás nem lesz homogén. A dimenzióanalízisnek, mint módszernek az előnye tehát, hogy egy matematikai összefüggés felállítása több változó esetében is egyszerűen végrehajtható, de hátránya, hogy félempirikus egyenletet kapunk, tehát néhány gyakorlati mérést elkerülhetetlenné tesz, valamint a meghatározó paraméterek kiválasztása nagy körültekintést igényel.

## A matematikában

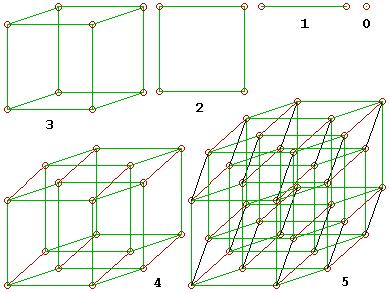
Az egyes térdimenziók bemutatása

A matematikában rengeteg „dimenzió”-nak nevezett fogalmat ismerünk, az egyes területekre különbözőképpen definiálták a dimenzió fogalmát. Legtöbbnek mégis az n dimenziós euklideszi tér (En) dimenziófogalma szolgál alapul. A pont (E0) 0 dimenziós. Az egyenes (E1) 1 dimenziós. A sík (E2) 2 dimenziós. Általában pedig az En n dimenziós.
A hiperkocka (tesseract) a négydimenziós test példája.
A cikk további része sorra veszi a dimenzió fontosabb matematikai definícióit.

### Hamel-dimenzió
A vektorterekben a dimenzió kézenfekvően megfogalmazható a bázis számosságaként: ez a Hamel-dimenzió. Mivel minden vektor egyértelműen felírható a bázisvektorok lineáris kombinációjaként, ez lényegében azt adja meg, hány koordinátára van szükség, hogy egy pont helyzetét „természetes módon” jellemezhessük. Például a geometriai tér három, a sík kétdimenziós. Az egyenes egy-, a pont nulla-, és az üres halmaz (-1)-dimenziós.
Azok a vektortereknek is tulajdonítható dimenzió, amiknek nincs véges bázisa. Ezek dimenziója megegyezik a minimális generátorrendszer számosságával, ami egy nem véges kardinális szám. Georg Hamel látta be elsőként a Zorn-lemmával, hogy ekkor is létezik bázis; ezért nevezik ezt a dimenziófogalmat Hamel-dimenziónak.

### Topológiai dimenziófogalmak
Egy hasonló dimenziófogalom a Schauder-dimenzió, ami a topologikus vektorterek bázisának számosságát jelöli. Egy vektortér topologikus, ha el van látva egy topológiával, ami szerint az összeadás és a skalárral szorzás folytonos.
Egy összefüggő sokaság dimenziója is könnyen definiálható. A sokaságban minden pontnak van környezete, ami homeomorf az n dimenziós euklideszi térrel. Ez az n a sokaság dimenziója. Kétdimenziós sokaságokra példa a Möbius-szalag és a gömbfelület.

### Lánchosszként definiált dimenzió
Egy vektortér dimenziója megegyezik a belőle kiinduló altértartalmazási lánc hosszával. Ez a dimenziófogalom más struktúrákra, így kommutatív gyűrűkre is általánosítható, amikor is egymást tartalmazó prímideálok maximális hosszú láncát kell venni.
A sokaságok dimenziója is definiálható lánchosszként. Például a földgolyó határa a földfelszín, aminek egy része egy ország területe. Ennek határa egy görbe, aminek ha egy szakaszát tekintjük, annak két pont a határa. Végigkövetve a láncot, megkapjuk, hogy a földgömb háromdimenziós.

### Hausdorff-dimenzió

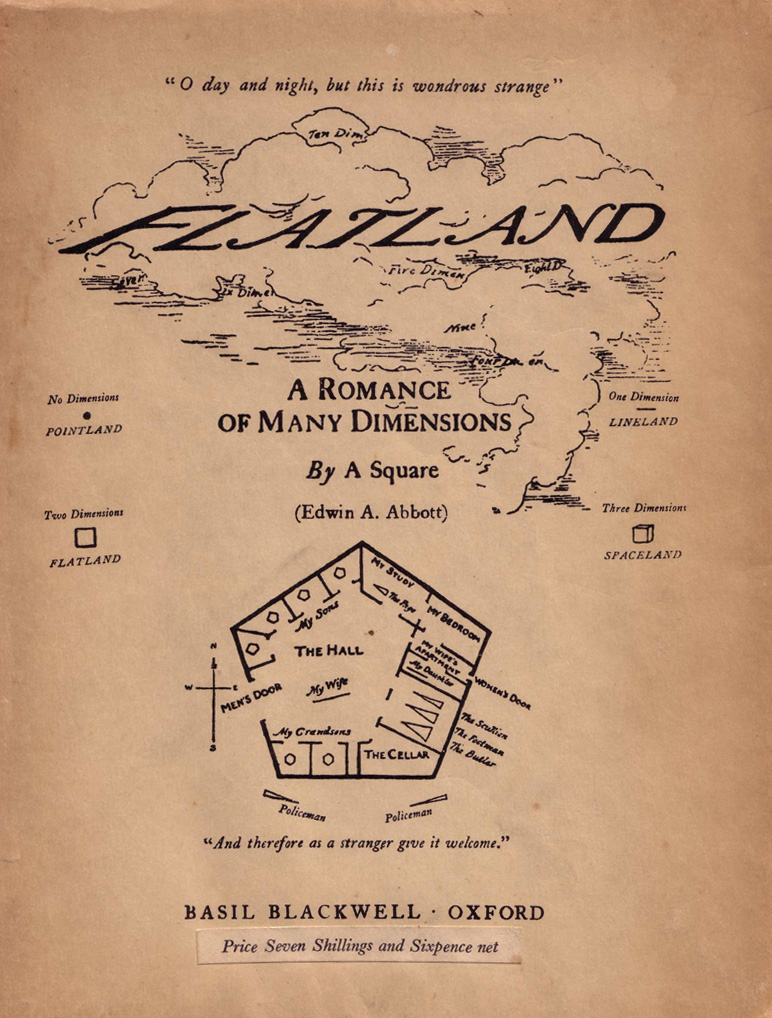
A Síkföld c. topológiai regény borítólapja

A Hausdorff-dimenzió vagy fraktáldimenzió minden metrikus térben értelmezve van, és nemcsak egész értékeket vehet fel. Elsősorban a bonyolult szerkezetű halmazoknál, például a fraktáloknál hasznos. Lényegében azt adja meg, hogy az átmérőnek és a térfogatnak a megfelelője az adott térben hogyan aránylik egymáshoz.
Általában elmondható, hogy egy d dimenziós alakzatot ha k-szorosára nagyítunk, akkor mértéke T(k)=kd-szeresére nő, tehát az alakzat dimenziója a T(k) k alappal felírt hatványának kitevője, vagyis logk(T(k)), melyre érvényes - tetszőleges egytől különböző pozitív valós alapú logaritmust (pl. a tízest) választva:
A Hausdorff-dimenzió is így számítható. Általában egy fraktál dimenziója nem lesz egész, sőt, nem is racionális, de vannak fraktálok, amelyeknek igen. Például a Sierpiński-szivacs dimenziója 2, pedig nem síkbeli, hanem térbeli alakzat.

## Fordítás
Ez a szócikk részben vagy egészben  a   Dimension (Mathematik) című német Wikipédia-szócikk fordításán alapul.  Az eredeti cikk szerkesztőit annak laptörténete sorolja fel. Ez a jelzés csupán a megfogalmazás eredetét és a szerzői jogokat jelzi, nem szolgál a cikkben szereplő információk forrásmegjelöléseként.